# Hakim Peteri Pintu
Hakim Peteri Pintu is een bestuurslaag in het regentschap Bener Meriah van de provincie Atjeh, Indonesië. Hakim Peteri Pintu telt 87 inwoners (volkstelling 2010).